# Thống Nhất, Lạc Thủy
Thống Nhất là một xã thuộc huyện Lạc Thủy, tỉnh Hòa Bình, Việt Nam.

## Địa lý
Xã Thống Nhất nằm ở trung tâm huyện Lạc Thủy, có vị trí địa lý:
- Phía đông giáp xã Khoan Dụ và xã Yên Bồng
- Phía tây giáp huyện Yên Thủy
- Phía nam giáp xã An Bình
- Phía bắc giáp các xã Hưng Thi, Phú Nghĩa và Phú Thành.

Xã Thống Nhất có diện tích 57,98 km², dân số năm 2018 là 5.868 người, mật độ dân số đạt 101 người/km².

## Lịch sử
Địa bàn xã Thống Nhất hiện nay trước đây vốn là ba xã: An Lạc, Đồng Môn, Liên Hòa.
Trước khi sáp nhập, xã An Lạc có diện tích 24,01 km², dân số là 2.717 người, mật độ dân số đạt 113 người/km², có 8 thôn: Liên Phú 1, Liên Phú 2, Liên Phú 3, An Phú, Tân Thành, Minh Thành, Minh Hải, Lộc Thành. Xã Đồng Môn có diện tích 19,32 km², dân số là 1.400 người, mật độ dân số đạt 72 người/km². Xã Liên Hòa có diện tích 14,65 km², dân số là 1.751 người, mật độ dân số đạt 120 người/km².
Ngày 17 tháng 12 năm 2019, Ủy ban Thường vụ Quốc hội ban hành Nghị quyết số 830/NQ-UBTVQH14 về việc sắp xếp các đơn vị hành chính cấp huyện, cấp xã thuộc tỉnh Hòa Bình (nghị quyết có hiệu lực từ ngày 1 tháng 1 năm 2020). Theo đó, sáp nhập toàn bộ diện tích và dân số của ba xã An Lạc, Đồng Môn và Liên Hòa thành xã Thống Nhất.